# Callisaurus
Callisaurus draconoides — вид ящірок родини Phrynosomatidae. Батьківщиною цього виду є південний захід США і прилегла північно-західна Мексика. Існує дев'ять визнаних підвидів. Вони живуть у відкритій пустелі з твердим ґрунтом, розкиданою рослинністю та розкиданими скелями, як правило, на рівнинах, берегах і рівнинах.

## Опис
Розміри варіюються від 64 до 102 мм за довжиною від морди до живота. Ці ящірки від сірого до піщано-коричневого, як правило, з низкою парних темно-сірих плям на спині, що перетворюються на чорні поперечні смуги на хвості. Нижня сторона хвоста біла з чорними перекладинами. У самців на боках є пара чорних плям, які переходять у сині плями на животі. У самиць немає синіх плям, а чорні смуги або слабкі, або зовсім відсутні.

## Поведінка
Ведуть денний спосіб життя. Вони рано встають і активні в будь-яку погоду, крім самої спекотної. У найспекотнішу пору дня ящірки можуть стояти по черзі на двох ногах, перемикаючись на дві протилежні за потреби у своєрідному танці. Коли їм загрожують, вони швидко бігають, загорнувши пальці на ногах і піднявши хвости над спиною, оголюючи смуги. Коли їх зупиняють, вони виляють закрученими хвостами з боку в бік, щоб відвернути увагу хижаків. Вони навіть можуть бігати на задніх лапах на короткі дистанції. У районах креозотових чагарників ця ящірка досягає найвищої щільності популяції, приблизно від 600 до 800 м² на ящірку. Ця ящірка закопується в дрібний піщаний ґрунт, щоб сховатися вночі, а вдень зазвичай шукає притулку в тіні кущів. Відомо також, що для безпеки вид закопується під пісок, коли його переслідують хижаки.
Ящірки роду Callisaurus харчуються різноманітною здобиччю, починаючи від комах, таких як міль, мурахи та бджоли, до павуків та інших дрібніших ящірок. Раціон іноді включає рослинність, наприклад весняні бруньки та квіти.
Влітку ці ящірки зазвичай відкладають від двох до восьми яєць, які вилуплюються з липня по листопад, але протягом сезону можна відкласти більше однієї кладки. Яйця відкладають, імовірно, в пухкий, піщаний ґрунт. Як здобич для багатьох тварин, включаючи птахів, інших ящірок і ссавців, вони мають досить високий рівень розмноження.